# Dorcus gracilicornis
Dorcus gracilicornis is een keversoort uit de familie vliegende herten (Lucanidae). De wetenschappelijke naam van de soort is voor het eerst geldig gepubliceerd in 1950 door Benesh.